# Nick Urata
Nick Urata (New York, 1967) è un musicista e compositore statunitense.

## Filmografia parziale

### Cinema
- The Joneses, regia di Derrick Borte (2009)
- Colpo di fulmine - Il mago della truffa (I Love You Phillip Morris), regia di Glenn Ficarra e John Requa (2009)
- Crazy, Stupid, Love, regia di Glenn Ficarra e John Requa (2011)
- Ruby Sparks, regia di Jonathan Dayton e Valerie Faris (2012)
- Quel che sapeva Maisie (What Maisie Knew), regia di Scott McGehee e David Siegel (2012)
- Il mondo di Arthur Newman (Arthur Newman), regia di Dante Ariola (2012)
- The Last of Robin Hood, regia di Richard Glatzer e Wash Westmoreland (2013)
- Paddington, regia di Paul King (2014)
- Io vengo ogni giorno (Premature), regia di Dan Beers (2014)
- Mr Cobbler e la bottega magica (The Cobbler), regia di Tom McCarthy (2014)
- Focus - Niente è come sembra (Focus), regia di Glenn Ficarra e John Requa (2015)
- Natale all'improvviso (Love the Coopers), regia di Jessie Nelson (2015)
- Whiskey Tango Foxtrot, regia di Glenn Ficarra e John Requa (2016)

### Televisione
- Back in the Game - serie TV, 1 episodio (2013)
- Falling Water - serie TV, 10 episodi (2016)
- Una serie di sfortunati eventi (A Series of Unfortunate Events) - serie TV (2017-2019)

## Premi
- BMI Film & TV Award - vinto nel 2012 per Crazy, Stupid, Love.[2]
- Hollywood Music In Media Awards - vinto nel 2017 per Una serie di sfortunati eventi, in collaborazione con Daniel Handler.[3]